# Lombao
Lombao és un grup folk-pop format per la vilassarenca Clara Lombao, Andrea Cárdenas i Xènia Sánchez. Es donen a conèixer el 2017 guanyant el 13è Concurs de Música Jove “Endolla’t al so del Maresme”. El 2018 reben una beca de suport a la creació de les Cases de la Música.

## Discografia
| • Travellers (2018)                                                             |
| ------------------------------------------------------------------------------- |
| (EDR discos) 1. The Strangest Thing 2. Ode to Love 3. Eli 4. Leaves in a Puddle |